# Niżankowice
Niżankowice (prononciation [niʐaŋkɔˈvit͡sɛ]) est un village de la gmina de Działoszyn, du powiat de Pajęczno, dans la voïvodie de Łódź, situé dans le centre de la Pologne.
Il se situe à environ 7 kilomètres au nord-ouest de Działoszyn (siège de la gmina), 15 kilomètres à l'ouest de Pajęczno (siège du powiat) et 85 kilomètres au sud-ouest de Łódź (capitale de la voïvodie).
Sa population s'élevait à 289 habitants en 2011.

## Administration
De 1975 à 1998, le village était attaché administrativement à l'ancienne voïvodie de Sieradz.

Depuis 1999, il fait partie de la nouvelle voïvodie de Łódź.